# Stade Dudelange
Stade Dudelange – luksemburski klub piłkarski, mający swoją siedzibę w mieście Dudelange, na południu kraju.

## Historia
Chronologia nazw:
- 1908: Gallia Dudelange
- 1912: Sparta Dudelange
- 1913: Stade Dudelange - po fuzji z Fleurus Dudelange
- 1940: FV Stadt Düdelingen
- 1944: Stade Dudelange
- 1991: klub rozwiązano - po fuzji z Alliance Dudelange i US Dudelange, w wyniku czego powstał F91 Dudelange

Klub piłkarski Gallia Dudelange został założony w mieście Dudelange w 1908 roku. Był jednym z zespołów - założycieli 1. ligi Luksemburga w 1909 roku. W debiutowym sezonie 1909/10 zespół przegrał 1:4 z US Hollerich Bonnevoie, 2:9 z Jeunesse Esch i 0:3 z Racingiem. W następnych dwóch sezonach klub nie uczestniczył w mistrzostwach. W 1912 klub zmienił nazwę na Sparta Dudelange. W sezonie 1912/13 mistrzostwa nie rozgrywano z powodu nieporozumień w Związku Piłkarskim. W 1913 po fuzji z Fleurus Dudelange przyjął nazwę Stade Dudelange. Dopiero w sezonie 1914/15, kiedy system rozgrywek był zmieniony, ponownie startował w rozgrywkach, wygrywając dwukrotnie z wynikiem 6:1 z US Dudelange w 3.Serie Éischt Divisioun, a potem w play-off przegrał 1:4 z Jeunesse Esch. W sezonie 1915/16 zespół zajął ostatnie 6.miejsce i spadł do drugiej ligi luksemburskiej. W sezonie 1918/19 odniósł zwycięstwo i wrócił do Éischt Divisioun. W pierwszym sezonie po powrocie zdobył wicemistrzostwo kraju.
Złoty okres klubu przyszedł w okresie od lat 20. do lat 50. XX wieku, kiedy wygrał prawie wszystkie trofea krajowe lub był drugim.
Podczas okupacji Luksemburga przez Trzecią Rzeszę klub z niemiecką nazwą FV Stadt Düdelingen brał udział w mistrzostwach Niemiec w Gaulige Mozeland. W sezonie 1941/42 zespół wygrał Gauligę i awansował do play-off, ale w pierwszej rundzie przegrał 0:2 w domu z Schalke 04, przyszłym zwycięzcę.
W 1965 roku klub, jak się później okazało, ostatni raz został mistrzem kraju. Po trzech sezonach zajął 11.miejsce i spadł do drugiej ligi. Potem zespół zagrał 10 razy w ekstraklasie i 8 - w drugiej dywizji. W sezonie 1985/86 roku klub ostatnio zagrał w najwyższej klasie rozgrywek, ale zajął ostatnie 12.miejsce i spadł do drugiej ligi. W następnym sezonie był ostatnim w Éierepromotioun i został zdegradowany do 1.Divisioun. W 1989 roku klub został wyeliminowany z trzeciej ligi, ale wrócił rok później. Sezon 1990/91 zakończył na czwartej pozycji, a potem połączył się z Alliance Dudelange (w ostatnim sezonie grał w drugiej dywizji) i US Dudelange (w trzeciej). W wyniku fuzji powstał nowy klub o nazwie F91 Dudelange.

## Sukcesy

### Trofea międzynarodowe
Nie uczestniczył w rozgrywkach europejskich (stan na 31-12-2016).

### Trofea krajowe
| \| \| Zdobyte trofea w rozgrywkach Luksemburga (stan na: 31-03-2017) \| |                                                                |      |                                                                                          |
| Rozgrywki                                                               | Osiągnięcie                                                    | Razy | Sezon(y)                                                                                 |
| Mistrzostwo                                                             | I miejsce                                                      | 10   | 1938/39, 1939/40, 1944/45, 1945/46, 1946/47, 1947/48, 1949/50, 1954/55, 1956/57, 1964/65 |
| Mistrzostwo                                                             | II miejsce                                                     | 6    | 1919/20, 1922/23, 1924/25, 1927/28, 1955/56, 1959/60                                     |
| Mistrzostwo                                                             | III miejsce                                                    | 6    | 1937/38, 1948/49, 1951/52, 1952/53, 1957/58, 1963/64                                     |
| Puchar                                                                  | zdobywca                                                       | 4    | 1937/38, 1947/48, 1948/49, 1955/56                                                       |
| Puchar                                                                  | finalista                                                      | 8    | 1927/28, 1935/36, 1938/39, 1939/40, 1946/47, 1956/57, 1957/58, 1959/60                   |
| II liga                                                                 | I miejsce                                                      | 1    | 1918/19                                                                                  |
| II liga                                                                 | II miejsce                                                     | 0    |                                                                                          |
| II liga                                                                 | III miejsce                                                    | 0    |                                                                                          |
| Luksemburg                                                              | Zdobyte trofea w rozgrywkach Luksemburga (stan na: 31-03-2017) |      |                                                                                          |

- Gauliga Moselland:
  - mistrz: 1941/42

## Stadion
Klub rozgrywał swoje mecze domowe na stadionie Stade Aloyse Meyer w Dudelange, który może pomieścić 1000 widzów.